# Austromermis namis
Austromermis namis är en rundmaskart som beskrevs av Poinar 1990. Austromermis namis ingår i släktet Austromermis och familjen Mermithidae. Inga underarter finns listade i Catalogue of Life.